# آبشار بزرگ نامکوا
آبشار بزرگ نامکوا (به لاتین: Namekawa Great Falls) یک آبشار در ژاپن است که در یونه‌زاوا، یاماگاتا واقع شده‌است.